# Vivier-au-Court

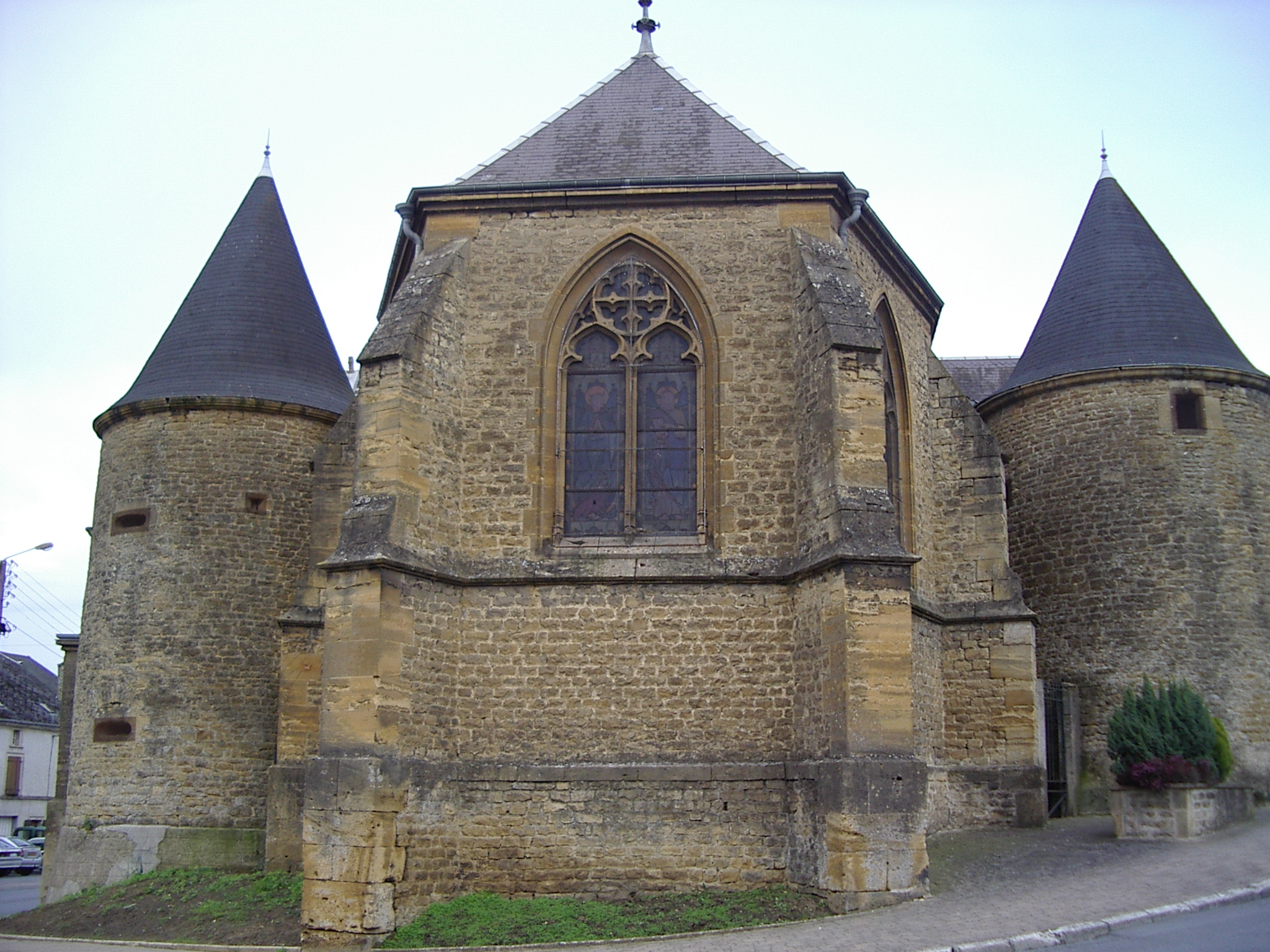
Église.

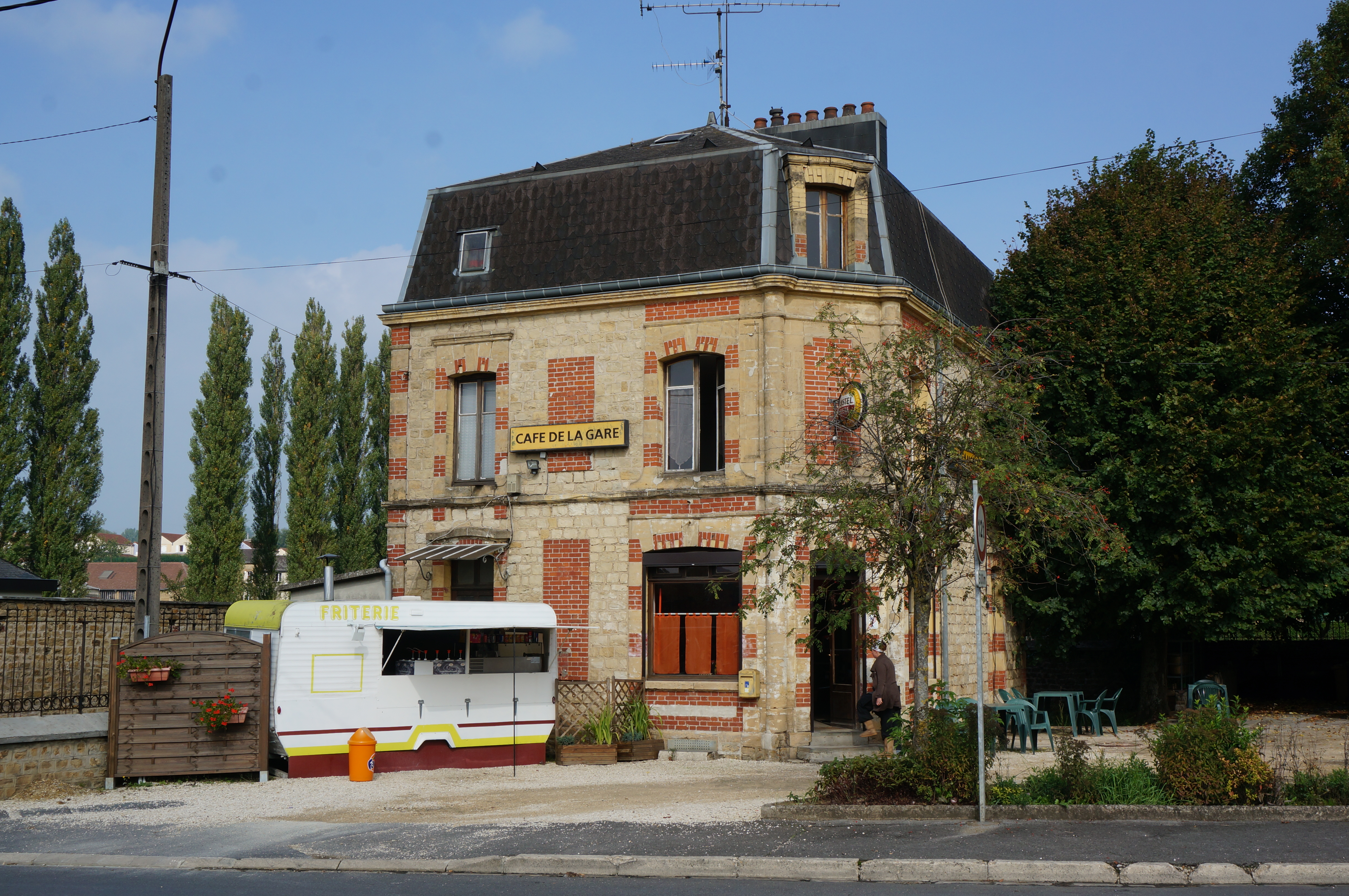
Café de la gare.

Vivier-au-Court est une commune française, située dans le département des Ardennes en région Grand Est. Les habitants sont les Vivaroises et les Vivarois. Comme la commune voisine de Vrigne-aux-Bois, c'est un lieu important de l'histoire de la métallurgie ardennaise. Malgré un cadre au caractère rural, c'est une commune ouvrière, la «ville de la fonte».

## Géographie
Les communes limitrophes sont  Issancourt-et-Rumel, Lumes, Nouvion-sur-Meuse, Ville-sur-Lumes, Vrigne aux Bois et Vrigne-Meuse.

### Localisation
Située à mi-chemin entre Charleville-Mézières et Sedan, Vivier-au-Court est à moins de 8 km de la frontière belge. Le village est desservi par l'autoroute A34.
Vivier-au-Court est située dans ce que l'on appelle les crêtes pré-ardennaises, succession de collines pentues (>7 %) et de vallées boisées.
L'altitude est comprise entre 50 et 200 m, 50 m étant l'altitude de l'église et 200  celle du lieu-dit la Vallée Chausson.

### Hameaux et écarts
La commune regroupe plusieurs hameaux : Vivier, Piermé, Aucourt et Tumécourt.

### Hydrographie
La commune est dans le bassin versant de la Meuse au sein du bassin Rhin-Meuse. Elle est drainée par le ruisseau de Thiwe,.

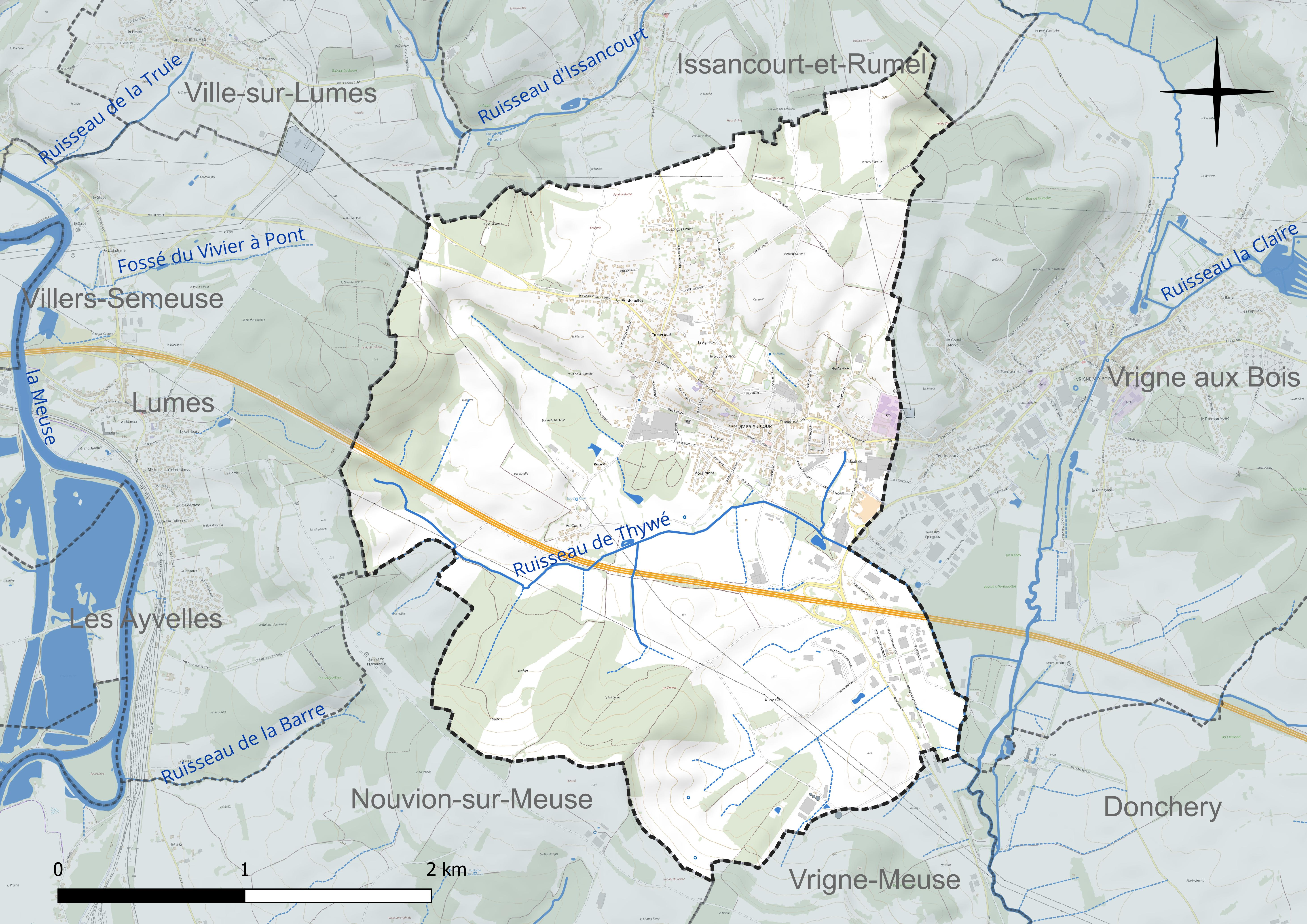
Réseau hydrographique de Vivier-au-Court.

### Climat
Pour des articles plus généraux, voir Climat du Grand Est et Climat des Ardennes.
En 2010, le climat de la commune est de type climat des marges montargnardes, selon une étude du Centre national de la recherche scientifique s'appuyant sur une série de données couvrant la période 1971-2000. En 2020, Météo-France publie une typologie des climats de la France métropolitaine dans laquelle la commune est exposée à un climat océanique altéré et est dans la région climatique  Lorraine, plateau de Langres, Morvan, caractérisée par un hiver rude (1,5 °C), des vents modérés et des brouillards fréquents en automne et hiver. 
Pour la période 1971-2000, la température annuelle moyenne est de 9,5 °C, avec une amplitude thermique annuelle de 15,3 °C. Le cumul annuel moyen de précipitations est de 934 mm, avec 13,2 jours de précipitations en janvier et 9,5 jours en juillet. Pour la période 1991-2020, la température moyenne annuelle observée sur la station météorologique de Météo-France la plus proche, « Charleville-Méz. », sur la commune de Charleville-Mézières à 9 km à vol d'oiseau, est de 9,9 °C et le cumul annuel moyen de précipitations est de 928,4 mm. 
La température maximale relevée sur cette station est de 39,2 °C, atteinte le 25 juillet 2019 ; la température minimale est de −17,5 °C, atteinte le 1er janvier 1997,,. 
Les paramètres climatiques de la commune ont été estimés pour le milieu du siècle (2041-2070) selon différents scénarios d'émission de gaz à effet de serre à partir des nouvelles projections climatiques de référence DRIAS-2020. Ils sont consultables sur un site dédié publié par Météo-France en novembre 2022.

## Urbanisme

### Typologie
Au 1er janvier 2024, Vivier-au-Court est catégorisée petite ville, selon la nouvelle grille communale de densité à 7 niveaux définie par l'Insee en 2022.
Elle appartient à l'unité urbaine de Vrigne aux Bois, une agglomération intra-départementale dont elle est une commune de la banlieue,. Par ailleurs la commune fait partie de l'aire d'attraction de Charleville-Mézières, dont elle est une commune de la couronne,. Cette aire, qui regroupe 132 communes, est catégorisée dans les aires de 50 000 à moins de 200 000 habitants,.

### Occupation des sols
L'occupation des sols de la commune, telle qu'elle ressort de la base de données européenne d’occupation biophysique des sols Corine Land Cover (CLC), est marquée par l'importance des territoires agricoles (55,1 % en 2018), en diminution par rapport à 1990 (61,9 %). La répartition détaillée en 2018 est la suivante : 
prairies (32,1 %), forêts (24,1 %), terres arables (23 %), zones industrielles ou commerciales et réseaux de communication (11,4 %), zones urbanisées (9,4 %). L'évolution de l’occupation des sols de la commune et de ses infrastructures peut être observée sur les différentes représentations cartographiques du territoire : la carte de Cassini (XVIIIe siècle), la carte d'état-major (1820-1866) et les cartes ou photos aériennes de l'IGN pour la période actuelle (1950 à aujourd'hui).

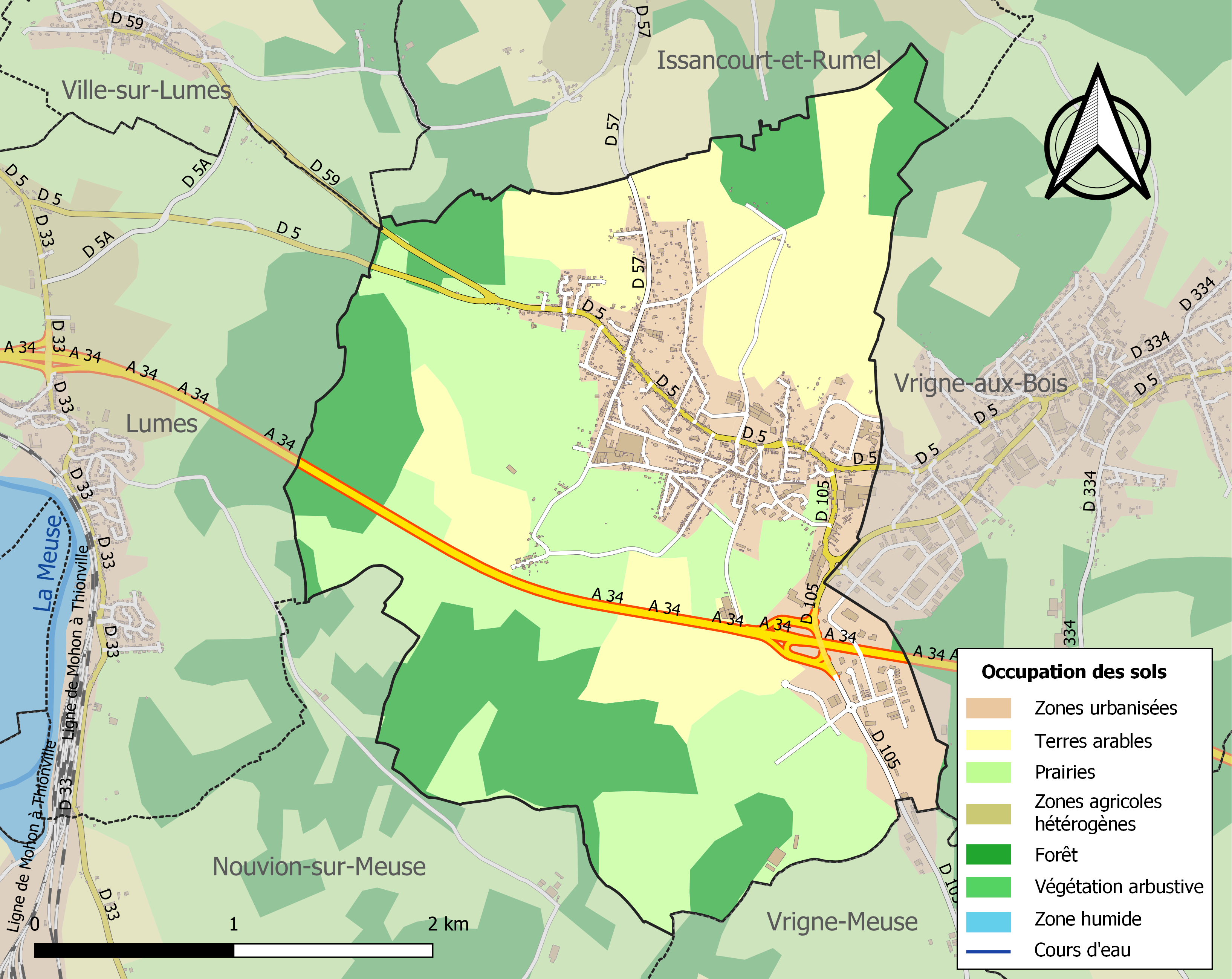
Carte des infrastructures et de l'occupation des sols de la commune en 2018 (CLC).

## Toponymie
Vivier provient du mot désignant l’endroit où on élevait des poissons.

Du latin vivarium, « vivier ». Ce mot désignait une pièce d’eau d’abord aménagée par un simple barrage de branchages ou de pierres puis maçonné sur un cours d’eau où l’on se contentait de nourrir le poisson avant de le pêcher puis « vivier » a fini par désigner une construction spécialement destinée à l’élevage des poissons. 
Au court  ou Aucourt est un hameau à proximité, qui dérive peut-être du bas-latin curtis (enclos, tenure, exploitation agricole).

## Histoire
Sur le territoire de cette commune, des vestiges d'habitats ou de sépultures d'époques anciennes sont constatés à plusieurs reprises : ainsi, des sépultures mérovingiennes sont mises au jour en 1914 au lieu-dit les Tumains, des vestiges datant du premier âge de fer sont identifiés en 2007 au lieu-dit la Couturelle, ainsi qu'en 1999 au lieu-dit la Boutillette avec également des céramiques datées de l'âge de bronze,.
La situation frontalière de ce territoire se traduit ensuite au fil des siècles suivants par le passage de bandes armées rentrant sur le royaume de France, et la nécessité de sécuriser les hameaux en fortifiant les églises. La fortification des églises est chose courante dans les environs comme en Thiérache. L'église de Vivier est apparue au XVe et XVIe siècles). Des postes militaires et des tourelles sont également mis en place, comme pour de nombreuses locatilitns situées entre la ligne de défense établie sur la Semoy et celle mise en place sur la Meuse.
Vivier-au-court est un regroupement de plusieurs hameaux : Vivier, Piermé, Aucourt, Tumécourt, pour les principaux (les noms des anciens hameaux sont annotés aux noms des rues).
Le territoire de Vivier-au-court, après avoir été envahi et occupé à la fin du Premier Empire est également un lieu de passage de troupes, proche de sites de batailles décisives durant les guerres franco-allemandes successives de 1870, 1914-1918, et 1939-1945. Lors de la guerre franco-allemande de 1870, ce territoire est tenu par les forces prussiennes qui encerclent les Français durant le siège de Sedan. Lors de la Première Guerre mondiale, la commune est, au début de la guerre, un point d'appui pour l'offensive française du 21 août 1914, avant le reflux de ces troupes françaises à la suite de l'échec particulièrement meurtrier de la bataille des Ardennes. La commune est ensuite occupée et ce jusqu'en 1918, comme une grande partie du département des Ardennes.
Lors de la percée allemande en 1940 à Sedan, une grande partie des villageois partent sur les routes. Une partie d'entre eux se réfugie en Vendée, en la ville de Mareuil-sur-Lay, ce qui traduira après-guerre par le jumelage des deux villes. Les Ardennes étant en zone interdite, les Vivarois et Vivaroises ne reviennent souvent dans le village qu'après la libération du département, en août 1944.

## Histoire de l'industrie métallurgique à Vivier-au-Court

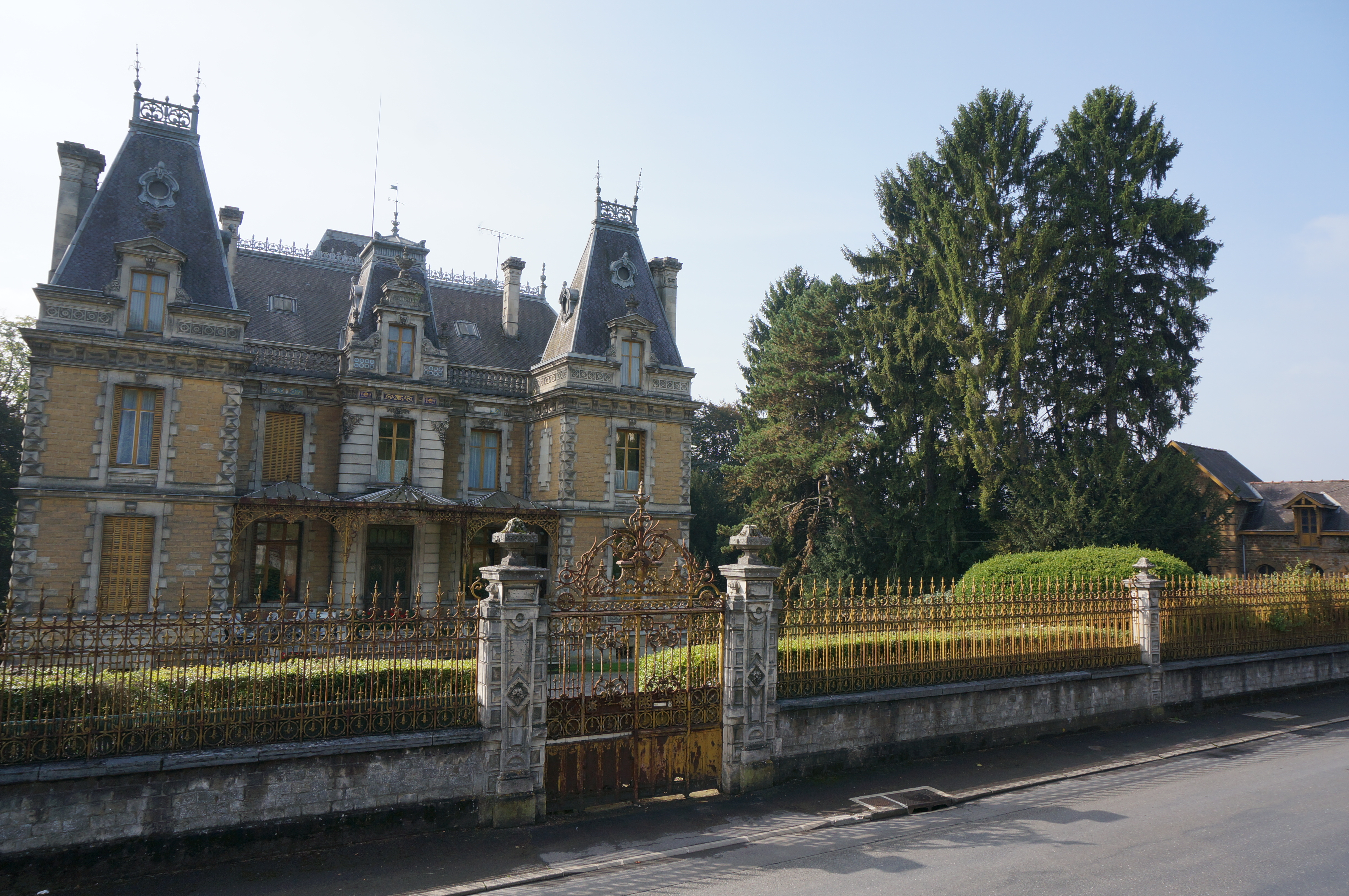
Château Camion.

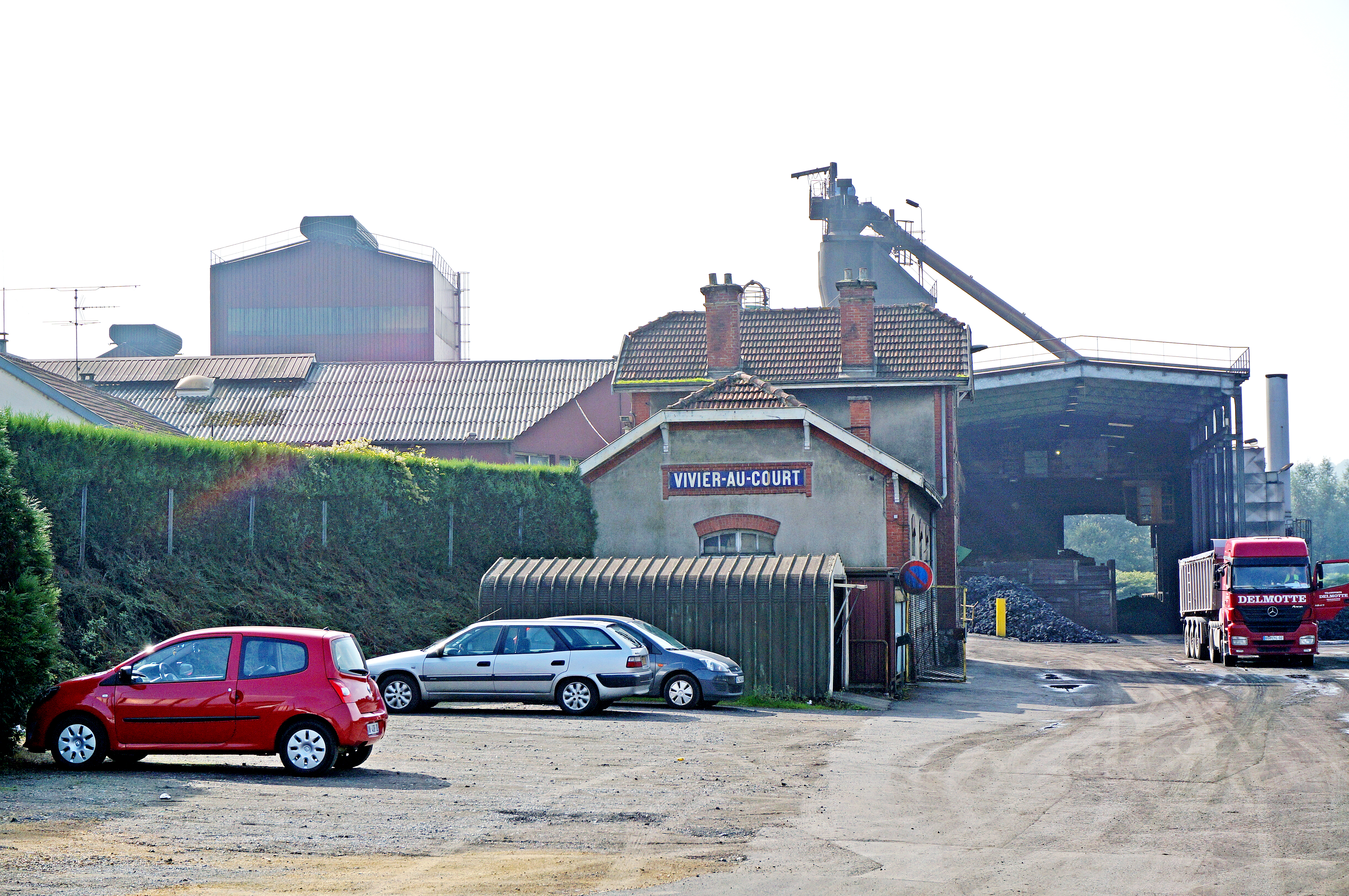
Vue des installations de la Fonte Ardennaise.

La vallée de la Vrigne, et les affluents de cette rivière qui se déverse dans la Meuse, ont favorisé l'émergence d'activités préindustrielles travaillant le fer. Les environs réunissent trois éléments, le minerai de fer, l'eau et le bois. Au XIXe siècle, la première dynastie de patrons d'industrie de Vivier-au-Court est la famille Camion. Louis Camion et son père Jean-Barthélémy font en effet l'acquisition, en 1820, d'un moulin (de farine), utilisant l'énergie d'une petite chute d'eau, et installé sur le ruisseau de Twywé (un affluent de la Vrigne), au lieu-dit Moraimont (inclus ensuite dans le bourg de Vivier-au-Court). Ils y installent une polierie pour polir et émoudre (aiguiser) des objets de ferronnerie. Les Camions sont des cousins d'un entrepreneur particulièrement actif à l'époque, Jean-Nicolas Gendarme. Ils ont quitté Vrigne-aux-bois, lorsque leur cousin a commencé à accaparer par ses installations l'énergie motrice de la Vrigne, mettant en place des retenues d'eau en amont de leurs installations,.
L'usine est repris en novembre 1852 par François Moranvillé. Un cubilot (appareil de fusion de la fonte) est installé en 1855.L'ouverture d'un tronçon ferroviaire désenclave la localité. À la mort de François Moranvillé, en 1893, l'activité est dirigée par son fils Léon Moranvillé, et son neveu Jules Huet. Jules Huet se retrouve seul aux commandes de l'entreprise familiale en 1903. D'autres industriels (des entreprises de ferronnerie et de fonderie) s'installent aussi à proximité, provoquant l'essor démographique de la commune dans la deuxième moitié du XIXe siècle. La finesse du sable, extrait de carrières à proximité, donne à la production des fonderies une qualité recherchée sur le marché. Politiquement, la commune bascule à gauche. Jules Huet meurt en 1911, laissant l'entreprise à son gendre, Gaston Bernard. En 1914, le territoire est occupé par l'armée allemande qui saisit le matériel et l'envoie outre-Rhin. Gaston Bernard est interné comme otage, à partir de mi-1915, dans différents camps en Allemagne. À la fin de la guerre, de novembre 1918 à novembre 1919, les ateliers sont remis en état et rééquipés. L'usine redémarre en décembre 1919 sous la direction de Gaston Bernard.
Dans l'entre-deux-guerres, et les années 1920, d'autres personnalités issues des familles d'ouvriers locales, lancent leur propre activité métallurgique, sur place, comme Émile Grosdidier. À partir de 1939, avec l'entrée de la France dans la Seconde Guerre mondiale et la mobilisation d'une bonne partie des effectifs, les activités tournent au ralenti. Gaston Bernard meurt en 1941, et laisse l'entreprise Bernard-Huet à son gendre Paul Meunier. Les grèves d'après-guerre dans les années 1948-1950 sont assez dures. Mais les Trente Glorieuses qui commencent s'avèrent une période propice aux industriels, favorisant les investissements et la croissance économique jusqu'au milieu des années 1970. L'entreprise Bernard-Huet dépose son bilan en 1975, après le premier choc pétrolier. Par contre, une autre entreprise locale, Manil, est reprise en 1972 par une société américaine, Eaton, qui la faisait bénéficier, dès les années 1960, de l'exclusivité d'un procédé de fabrication de pièces en fonte. Chez Eaton-Manil, les conflits sociaux se succèdent aussi, le rapport de force étant longtemps favorables aux syndicats : les dirigeants voulent absolument éviter les ruptures d'activités pour être en mesure de répondre à une demande soutenue, notamment de l'industrie automobile. Mais l'exclusivité technique du procédé Eaton tombe dans le domaine public, permettant à la concurrence d'y recourir, dans la même période où l'activité en Europe subit les chocs pétroliers successifs. L'entreprise Manil est en difficulté. C'est le début d'un nouveau conflit social qui s'éternise, sans que les gouvernements successifs y puissent quelque chose, en particulier les gouvernements de Raymond Barre, puis Pierre Mauroy. L'activité de Manil s'arrête en effet en 1980, mais l'arrivée de la gauche au pouvoir en mai 1981 crée momentanément un espoir de relance. D'autres entreprises sont contraintes de stopper leur activité, mais une des sociétés locales, celle créée par Émile Grosdidier en 1927, devient le noyau de départ d'un nouveau groupe, La Fonte Ardennaise,,,,.

## Politique et administration

### Rattachements administratifs et électoraux
La commune se trouve  dans l'arrondissement de Charleville-Mézières du département des Ardennes. Pour l'élection des députés, elle fait partie depuis 1982 de la première circonscription des Ardennes.
Historiquement, elle fait partie du canton de Villers-Semeuse. Dans le cadre du redécoupage cantonal de 2014 en France, ce canton, dont la commune est toujours membre, est modifié, passant de 8 communes entières et une fraction  de commune, à 11 communes.

### Intercommunalité
La commune était membre de la communauté de communes du Pays sedanais, créée fin 2000.
Celle-ci a fusionné avec ses voisines pour former, le 1er janvier 2014, la communauté d'agglomération dénommée Ardenne Métropole, dont la commune est désormais membre.

### Jumelages
- Mareuil-sur-Lay-Dissais (France), commune du département de la Vendée.

## Population et société

### Démographie
L'évolution du nombre d'habitants est connue à travers les recensements de la population effectués dans la commune depuis 1793. Pour les communes de moins de 10 000 habitants, une enquête de recensement portant sur toute la population est réalisée tous les cinq ans, les populations de référence des années intermédiaires étant quant à elles estimées par interpolation ou extrapolation. Pour la commune, le premier recensement exhaustif entrant dans le cadre du nouveau dispositif a été réalisé en 2008.

En 2022, la commune comptait 2 811 habitants, en évolution de −5,64 % par rapport à 2016 (Ardennes : −2,97 %, France hors Mayotte : +2,11 %).
| 1793 | 1800 | 1806 | 1821 | 1831 | 1836 | 1841 | 1846 | 1851 |
| ---- | ---- | ---- | ---- | ---- | ---- | ---- | ---- | ---- |
| 302  | 314  | 307  | 345  | 421  | 478  | 523  | 540  | 570  |

| 1866  | 1872  | 1876  | 1881  | 1886  | 1891  | 1896  | 1901  | 1906  |
| ----- | ----- | ----- | ----- | ----- | ----- | ----- | ----- | ----- |
| 1 003 | 1 205 | 1 516 | 1 750 | 1 968 | 2 024 | 2 199 | 2 328 | 2 555 |

| 1911  | 1921  | 1926  | 1931  | 1936  | 1946  | 1954  | 1962  | 1968  |
| ----- | ----- | ----- | ----- | ----- | ----- | ----- | ----- | ----- |
| 2 648 | 2 460 | 2 562 | 2 584 | 2 379 | 1 929 | 2 334 | 2 491 | 3 121 |

| 1975  | 1982  | 1990  | 1999  | 2006  | 2008  | 2013  | 2018  | 2022  |
| ----- | ----- | ----- | ----- | ----- | ----- | ----- | ----- | ----- |
| 3 137 | 3 472 | 3 488 | 3 298 | 3 375 | 3 392 | 3 048 | 2 930 | 2 811 |

### Sécurité publique
La commune fait partie[Quand ?] du territoire de compétence de la gendarmerie de Vrigne-aux-Bois.

## Économie
Vivier au Court possède deux sites de production de l'entreprise La Fonte Ardennaise, spécialisée dans la fonderie de métaux ferreux (6 sites de production dans les Ardennes).

## Culture locale et patrimoine

### Lieux et monuments
- Le bâtiment le plus intéressant est l'église fortifiée du village dédiée à saint Julien. Ce territoire fait partie de la paroisse Saint Éloi des fonderies, qui comprend, outre le clocher de Vivier-au-Court, trois autres clochers, à Vrigne-aux-Bois, Bosseval, et Donchéry[49]. Elle fut édifiée entre le XVe et le XVIe siècle. Les fortifications sont constituées de deux tours rondes flanquant le chœur. L'épaisseur des murs est d'environ 70 cm. Lors d'un violent orage au début du XXe siècle, le clocher perdit son toit et ne fut jamais remplacé, ce qui lui donne cette apparence actuelle. À l'extérieur de l'église, sur le flanc gauche près de la tour, on peut encore apercevoir une inscription datant du XVIIIe siècle.
- Le château Camion, 6 rue de l'Union, d'architecture éclectique, maison de maître de la fin du XIXe siècle construit pour Charles Camion et situé à l'est de l'usine de quincaillerie Camion[50],[51].
- D'anciens sites industriels, notamment : l'usine Camion puis Moranvillé puis Bernard-Huet[52], l'usine Joseph Samson[53], la fonderie Gibarut, devenue la Fonte ardennaise[54].
- Église Saint-Julien de Vivier-au-Court.

### Personnalités liées à la commune
- Édouard Rousseau, acteur né à Vivier-au-Court (1900-1974)
- Lucien Ardenne, peintre, né à Vivier-au-Court (1914-1993)

### Héraldique
| Blason de Vivier-au-Court | Blason  | Écartelé : de gueules et d'argent, chargé en cœur d'une enclume d'azur sommée d'un sanglier de sable brochant sur un bouquet de trois épis de blé d'or, soutenue par deux branches de chêne de sinople posées en chevron renversé et englantées en pointe de trois pièces de gueules accolées 2 et 1, le tout brochant sur l'écartelé. |
| Blason de Vivier-au-Court | Détails | Le statut officiel du blason reste à déterminer. |